# Pokot
Pokot es una película policial polaca de 2017 dirigida por Agnieszka Holland, adaptada de la novela '"Sobre los huesos de los muertos" de Olga Tokarczuk. Fue seleccionada para competir por el Oso de Oro en la sección principal de competición del 67º Festival Internacional de Cine de Berlín. En Berlín, la película ganó el premio Alfred Bauer (Oso de Plata). Fue seleccionada como la entrada polaca a la Mejor película internacional en la 90.ª edición de los Premios Óscar, pero no fue nominada.
El título en polaco, Pokot, es un término de caza que se refiere al recuento de animales salvajes asesinados.

## Reparto
- Agnieszka Mandat
- Jakub Gierszał
- Wiktor Zborowski
- Katarzyna Herman
- Andrzej Grabowski
- Tomasz Kot
- Borys Szyc
- Miroslav Krobot
- Marcin Bosak
- Patrycja Volny